# Christoph Daum
Pour les articles homonymes, voir Daum.
Christoph Daum, né le 24 octobre 1953 à Zwickau et mort le 24 août 2024, est un entraîneur de football allemand.

## Biographie

### Jeunesse
Christoph Daum est né à Zwickau et passe son enfance à Oelsnitz/Erzgeb. chez ses grands parents, après la mort de son père il rejoint sa mère à Duisbourg, il étudie les Sciences du sport à Cologne. Il joue au football dans divers clubs de quartier, en 1972 il joue avec l'Eintracht Duisburg 1848 et à partir de 1975 au 
1. FC Cologne, au niveau amateur.

### Carrière d'entraineur
En 1979 il se lance dans la formation d'entraîneur, il totalise depuis plus de 900 matchs en tant qu'entraîneur de clubs professionnels et d'équipes nationales, en Allemagne et à l'étranger.

#### 1.FC Cologne
Pendant la saison 1985-1986 il débute comme entraîneur adjoint à Cologne, en septembre il prend le poste principal, le club est à ce moment en position de relégable et termine la saison 1986-1987 à la dixième place de la Bundesliga. La saison suivante il mène l'équipe à la troisième place et la qualification pour la Coupe de l'UEFA. En 1988-1989, Cologne est vice-champion d'Allemagne, et fera de même la saison suivante se qualifiant également pour la demi-finale de la Coupe de l'UEFA, battu par la Juventus de Turin. Pendant l'été 1990 il est licencié par le président du FC Cologne, sans aucune une explication de la part du club.

#### VfB Stuttgart
En novembre 1990 il devient entraîneur au VfB Stuttgart, le club est 15e non loin des places de relégation, et termine la saison à la 6e place. La saison suivante il devient Champion d'Allemagne en remportant le dernier match de la saison avec un but à la 86e minute.
En août 1992, il remporte la Super Coupe. Lors de la Ligue des Champions, Christoph Daum commet une erreur en qualifiant un quatrième étranger au match retour contre Leeds United, un barrage a été nécessaire entre les Allemands et les Anglais car après avoir gagné l'aller 3-0, les Allemands perdent le match retour 4-1, alors que le règlement de l'époque n'autorise que trois étrangers au maximum. L'UEFA donne donc match gagné sur tapis vert à Leeds sur le score de 3-0 et les deux équipes doivent donc être départagées grâce à un match de barrage disputé à Barcelone. La défaite 1-2 prive Stuttgart de la phase de groupe.
Lors de la saison 1993-1994, le club n'est que 13e à la trêve hivernale, Daum est licencié.

#### Beşiktaş JK
En janvier 1994 il va en Turquie au Beşiktaş JK et dès la première saison il gagne la Coupe de Turquie, puis la Super coupe. La saison suivante il est champion de Turquie.

#### Bayer Leverkusen
Il revient en Allemagne en 1996 au Bayer Leverkusen et devient vice champion d'Allemagne. Les saisons suivantes l'équipe termine deux fois à la deuxième place et une fois à la troisième place. Au début de sa cinquième saison avec Leverkusen, Daum est licencié à cause d'une dépendance et d'une consommation de cocaïne.

#### Turquie et Autriche
À la suite de l'affaire de cocaine, il part à l'étranger, d'abord au Beşiktaş JK de mars 2001 à mai 2002, puis en Autriche où il remporte le doublé championnat et coupe avec l'Austria Vienne, il retourne ensuite en Turquie , mais cette fois chez Fenerbahçe avec qui il devient champion de Turquie en 2004 et 2005. En fin de saison 2005-2006 il quitte le club pour raison de santé.
En novembre 2006, il revient au 1. FC Cologne qui évolue en deuxième division, en 2008 il remonte en Bundesliga mais quitte le club en 2009 pour revenir au Fenerbahçe, pour jouer au niveau international, mais en juin 2010 son contrat est rompu.

#### Eintracht Francfort
En mars 2011 il reprend l'Eintracht Francfort qui est dans une position défavorable en Bundesliga, mais il ne pourra pas empêcher la relégation. Il quitte le club en fin de saison.

#### Club Brugge
En novembre 2011, il prend la succession d'Adrie Koster au Club Bruges KV, qui devait partir après une série de quatre défaites. Daum amènera le club à la deuxième place, mais demandera la résiliation de son contrat en mai 2012 pour raisons personnelles.

#### Bursaspor
En août 2013 il s'engage avec le club turc Bursaspor, mais plusieurs joueurs quittent le club ou n'apprécient pas le style de Daum, il sera licencié en mars 2014.

#### Équipe de Roumanie
Le 7 juillet 2016, il devient  le sélectionneur  de l'Équipe de Roumanie. Il est démis de ses fonctions le 14 septembre 2017, à la suite d'une défaite 1-0 contre le Monténégro et la non qualification de la  Roumanie à la coupe du monde 2018 qui aura lieu en Russie.

## Vie privée
Le 24 août 2024, Christophe Daum décède des suites d'un cancer du poumon.

## Parcours de joueur
- 1972-1975 :  Eintracht Duisburg
- 1975-1979 :  FC Cologne

## Parcours d'entraîneur
- sep. 1986-1990 :  FC Cologne
- nov. 1990-déc. 1993 :  VfB Stuttgart
- 1994-1996 :  Beşiktaş JK
- 1996-oct. 2000 :  Bayer Leverkusen
- mars 2001-2002 :  Beşiktaş JK
- oct. 2002-2003 :  Austria Vienne
- 2003-2006 :  Fenerbahçe SK
- nov. 2006-2009 :  FC Cologne
- 2009-2010 :  Fenerbahçe SK
- mars. 2011- mai. 2011 :  Eintracht Francfort
- nov. 2011 - juin 2012 :  FC Bruges
- 2013- mars 2014 :  Bursaspor
- juil. 2016- sep. 2017 : Équipe de Roumanie

## Palmarès

### En tant qu'entraîneur
- VfB Stuttgart
  - Champion d'Allemagne en 1992.
  - Vainqueur de la Supercoupe d'Allemagne en 1992.

- FC Cologne
  - Vice-Champion d'Allemagne en 1989 et 1990.

- Bayer Leverkusen
  - Vice-Champion d'Allemagne en 1997, 1999 et 2000.

- Beşiktaş
  - Champion de Turquie en 1995.
  - Vainqueur de la Coupe de Turquie en 1994.
  - Vainqueur de la Supercoupe de Turquie en 1994.

- Austria Vienne
  - Champion d'Autriche en 2003.
  - Vainqueur de la Coupe d'Autriche en 2003.

- Fenerbahçe SK
  - Champion de Turquie en 2004 et 2005.
  - Vainqueur de la Supercoupe de Turquie en 2009.

- FC Bruges
  - Vice-Champion de Belgique en 2012.

## Divers
- Lors de la saison 1988-1989, Daum colle 13 000 Mark sur la porte des vestiaires, pour que les joueurs puissent visualiser la prime en cas de victoire contre le Bayern Munich, le match est remporté 3-1[8].

- Depuis 1990, Daum soutient une association pour footballeur aveugle[9]

- Daum est parrain de l'association École sans racisme[10]

- Il était entraineur assistant lors de la Coupe du monde 2006 des handicapés[11]

- Il soutient plusieurs associations comme, une association turque pour enfants malades, une association d'aides aux diabètes.

- En 2011 il annonce être atteint d'un cancer de la peau, maladie qu'il aurait combattue[12].